# ديوسدادو كابيو
ديوسدادو كابيو روندون (بالإسبانية: Diosdado Cabello Rondón) (من مواليد 15 أبريل 1963) هو سياسي فنزويلي، عضو في الجمعية الوطنية، والرئيس السابق للجمعية التشريعية في البلاد، وعضو نشط في القوات المسلحة الفنزويلية. لقد شارك في عودة هوغو تشافيز إلى السلطة بعد انقلاب 2002. أصبح عضوًا بارزًا في حركة الجمهورية الخامسة لتشافيز، ولا يزال عضوًا بارزًا في حزب فنزويلا الاشتراكي الموحد الذي اندمجت فيه حركة الجمهورية الخامسة عام 2007. حاكم ميراندا من 2004 إلى 2008، خسر انتخابات عام 2008 إلى هنريكي كابريليس رادونسكي، وفي وقت لاحق عين وزير الأشغال العامة والإسكان. وفي نوفمبر 2009 ، تم تعيينه أيضًا رئيسًا للجنة الوطنية للاتصالات، وهو منصب مستقل بشكل تقليدي عن وزارة الأشغال العامة والإسكان. في عام 2010، تم انتخابه عضواً في البرلمان عن ولايته الأم موناغاس. في عام 2011، عينه الرئيس هوغو تشافيز نائباً لرئيس الحزب الحاكم في فنزويلا، الحزب الاشتراكي الموحد. في عام 2012 ، تم انتخابه وأدى اليمين كرئيس للجمعية الوطنية لفنزويلا، برلمان البلاد.

## نشأته وتعليمه
ولد ديوسدادو كابيو في إل فوريال بولاية موناغاس. في عام 1987، تخرج في المرتبة الثانية على فصله من الأكاديمية العسكرية الفنزويلية. صُنّفت نسبة ذكائه في المرتبة الخامسة بين جميع الطلاب في تاريخ المؤسسة. امتلك خلفية في الهندسة. حصل على درجة البكالوريوس في هندسة النظم من الجامعة التجريبية الوطنية للقوات المسلحة ودرجة الدراسات العليا في إدارة المشاريع الهندسية من جامعة أندريس بيلو الكاثوليكية.

## مسيرته العسكرية
أثناء وجوده في المعهد الجامعي التجريبي الوطني للقوات المسلحة، أصبح كابيو صديقًا لهوغو تشافيز ولعبا في نفس فريق البيسبول.
خلال انقلاب تتشافيز الفاشل في فبراير 1992 ضد حكومة الرئيس آنذاك كارلوس أندريس بيريز، قاد كابيو مجموعة من أربع دبابات لمهاجمة قصر ميرافلوريس. سُجن كابيو لمشاركته في الانقلاب، ولكن الرئيس رافائيل كالديرا أصدر عفوًا عنه في وقت لاحق مع بقية المشاركين في الانقلاب وأُطلق سراح كابيو بعد عامين فقط دون توجيه أي تهم إليه.

## مسيرته السياسية
بعد إطلاق سراح تشافيز من السجن في عام 1994، ساعده كابيو في إدارة حملته السياسية حيث كان عضوًا بارزًا في حركة الجمهورية الخامسة بقيادة تشافيز. بعد فوز تشافيز الانتخابي عام 1998، ساعد كابيو في إنشاء منظمات المجتمع المدني الشعبية الموالية لتشافيز والمعروفة باسم «الدوائر البوليفارية» والتي كانت مماثلة للجان الكوبية للدفاع عن الثورة وهي المنظمات التي انحدر منها تنظيم كولكتيفو.
من 1999-2000، عمل كابيو رئيسًا للجنة الوطنية للاتصالات. ساهم في سن قانون الاتصالات السلكية واللاسلكية الرئيسي، والمعروف كذلك باسم «قانون الاتصالات الأساسية» (2000)، الذي حظي بأهمية في القطاع الخاص. تحديدًا، أنهى هذا القانون احتكار الدولة السابق للصناعة وشجع الكثير من المنافسة في السوق الحرة، وساهم عمل كابيو في زيادة إيرادات الخزنة بمقدار 400 مليون دولار في وقت لم تكن فيه أسعار النفط مرتفعة.
في مايو 2001، أصبح كابيو رئيس ديوان تشافيز، وعينه الرئيس هوغو تشافيز نائبًا له في 13 يناير 2002، ليحل محل أدينا باستيداس. أصبح كابيو بذلك مسؤولًا أمام كل من الرئيس والجمعية الوطنية، ومسؤولًا عن العلاقات بين السلطتين التنفيذية والتشريعية للحكومة.
في 13 أبريل 2002، تولى مهام الرئاسة مؤقتًا، ليحل محل بيدرو كارمونا، رئيس غرفة التجارة الفنزويلية، رئيسًا مؤقتًا خلال محاولة الانقلاب عندما كان تشافيز سجينًا وتغيب بالتالي عن منصبه. «أنا، ديوسدادو كابيو، أتولى الرئاسة حتى يحين الوقت الذي يظهر فيه رئيس الجمهورية، هوغو تشافيز فرياس». بعد بضع ساعات، عاد تشافيز إلى منصبه. بهذا، أصبحت رئاسة كابيو ثاني أقصر رئاسة في العالم، بعد رئاسة الرئيس المكسيكي بيدرو لاسكوراين.
في 28 أبريل 2002، حل خوسيه فيسنتي رانغيل محل كابيو نائبًا للرئيس. عُيّن كابيو وزيرًا للداخلية في مايو 2002 ثم وزيرًا للبنية التحتية في يناير 2003.
في أكتوبر 2004، انتُخب كابيو لفترة أربع سنوات حاكمًا لولاية ميراندا. خسر انتخابات عام 2008 أمام هنريك كابريليس رادونسكي، وعُيّن لاحقًا وزيرًا للأشغال العامة والإسكان.
في عام 2009، عٌيّن كابيو رئيسًا للجنة الوطنية للاتصالات. في 1 أغسطس 2009، أصدر كابيو قرارًا بوضع 32 محطة إذاعية ومحطتين تلفزيونيتين تحت رقابة الحكومة. رأت عدة منظمات غير حكومية ومنظمات دولية هذا التدبير بوصفه عملًا من أعمال الرقابة.
في 11 ديسمبر 2011، جرى تنصيب كابيو نائبًا لرئيس الحزب الاشتراكي الموحد، ليصبح بذلك ثاني أقوى شخصية في الحزب بعد هوغو تشافيز. عُيّن كابيو رئيسًا للجمعية الوطنية في أوائل عام 2012 وأعيد انتخابه لهذا المنصب في يناير 2013.
كان وضع كابيو بعد وفاة هوغو تشافيز محل خلاف. يجادل البعض بأنه كان من المُفترض أن يكون كابيو الرئيس بالنيابة دستوريًا، لكن نيكولاس مادورو شغل هذا المنصب.
غالبًا ما تصف رويترز كابيو بأنه ثاني أقوى رجل في فنزويلا، إن لم يكن الأول، وتشير رويترز إلى أن كابيو امتلك «نفوذًا كبيرًا مع الجيش والمشرعين بالإضافة إلى صلات وثيقة برجال الأعمال». على الرغم من عمله زعيمًا لحزب تشافيز، اشتهر بكونه براغماتيًا وليس أيديولوجيًا.

## برنامج تلفازي
امتلك كابيو برنامجه الأسبوعي الخاص على محطة كون إل مازو داندو التلفازية الفنزويلية. في هذا البرنامج، تحدث كابيو عن وجهة نظر الحكومة بشأن العديد من القضايا السياسية وقدم اتهامات ضد المعارضة. أعربت لجنة الدول الأمريكية لحقوق الإنسان عن مخاوفها بشأن كيفية تخويف البرنامج للأشخاص الذين ذهبوا إلى اللجنة للتنديد بالحكومة. قارن بعض المعلقين الفنزويليين استخدام المحادثات الخاصة المسجلة بشكل غير قانوني في برامج مثل برنامج كابيو بالممارسات المعمول بها في ألمانيا الشرقية كما هو موضح في فيلم ذا لايف 35.
نددت منظمة العفو الدولية بالطريقة التي كشف بها كابيو عن تفاصيل ترتيبات سفر اثنين من المدافعين عن حقوق الإنسان في برنامجه وكيف اعتاد أن يُظهر مراقبة الدولة للأشخاص الذين قد يختلفون مع الحكومة.

## حياته الخاصة
انتُخبت زوجة كابيو، مارليني كونتريراس عضوًا في الجمعية الوطنية وأصبحت وزير السياحة في عام 2015. عملت أخت كابيو، غلينا، عالمة سياسية، مستشارًا للبعثة الدائمة لفنزويلا لدى الأمم المتحدة. عُيّن أخوه، خوسيه ديفيد، وزير البنية التحتية سابقًا، مسؤولًا عن ضرائب الدولة ورئيسًا لجهاز الخدمة الوطنية المتكاملة لإدارة الرسوم الجمركية والضرائب، المؤسسة المسؤولة عن الإيرادات في فنزويلا. لاحقًا، عُيّن خوسيه ديفيد وزيرًا للصناعات.
في 9 يوليو 2020، أُصيب كابيو بكوفيد-19 خلال الجائحة في فنزويلا.

## جدالات
أطلق روري كارول على كابيو لقب «الأخطبوط» لامتلاكه «صلات كالمجاست في كل مكان». كان له تأثير كبير في الحكومة الفنزويلية، باستخدام شبكة من المحسوبية في جميع أنحاء الجيش والوزارات والميليشيات الموالية للحكومة. وصفه أحد المساهمين في مجلة ذا أتلانتك بأنه «فرانك أندروود» فنزويلا، الذي اعتادت الجمعية الوطنية الفنزويلية على تجاهل العقبات الدستورية تمامًا بإشرافه. في العديد من المناسبات، مُنع أعضاء المعارضة من التحدث في الجلسات، وجرى تعليق رواتبهم، وتجريد المشرعين المعارضين من الحصانة البرلمانية، وفي إحدى المرات، كان كابيو مسؤولًا عن الضرب الجسدي الذي تعرض له المشرعون المعارضون أثناء اجتماع الجمعية.
ادعت المعلومات التي قدمتها ستراتفور إلى وزارة الخارجية الأمريكية أن كابيو كان «رئيس أحد المراكز الرئيسية للفساد في فنزويلا». سرب كابل سفارة الولايات المتحدة من عام 2009 وصف كابيو بأنه «القطب الرئيسي» للفساد داخل النظام، واصفا إياه بأنه «حشد قوة كبيرة وسيطرة على أجهزة النظام وكذلك ثروة خاصة، غالبًا من خلال الترهيب وراء الكواليس». كما خلق البيان تكهنات بأن «تشافيز نفسه قد يكون قلقًا بشأن نفوذ كابيو المتزايد ولكنه غير قادر على تقليصه».